# 2017年レッドブル・エアレース・ワールドシリーズ アブダビ
座標: 北緯24度28分17秒 東経54度19分50秒 / 北緯24.47139度 東経54.33056度
2017年レッドブル・エアレース・ワールドシリーズ アブダビでは、通算12シーズン目となるレッドブル・エアレース・ワールドシリーズの内、2017年2月10日・11日にアラブ首長国連邦のアブダビで行われた2017年シーズン開幕戦について述べる。

## 概要
アブダビでの開幕レースは10年連続、通算75レース目に当たる。2月の現地の平均気温は摂氏25度を超え、エンジンの空冷性能が肝要となる。レッドブル・エアレース創設時から残る唯一のパイロットとなったカービー・チャンブリス（アメリカ）は、オフシーズンの間に機体の軽量化やエンジンカバーの改良に取り組むなど、勝利への貪欲な姿勢を失っていない。
マスタークラス
今シーズンから機体を長年使ってきたMSX-Rからジブコ エッジ540に変更したマット・ホール（オーストラリア）は、機体に慣れるまでに多少の時間を要するだろうというポール・ボノムの事前の予測通り、予選では13位に沈んだ。昨シーズンチャンピオンのマティアス・ドルダラー（ドイツ）も11位と出遅れた。昨年、第2戦の予選で1位となり実力があることを証明しながら、本番ではプレッシャーに負け結果を残せなかったフアン・ベラルデ（スペイン）は、フリープラクティスで2本とも上位に入り、予選でも5位と好調を維持した。マルティン・ソンカ（チェコ）が、3本目のフリープラクティスで52.427秒を記録し、予選では更にそれを上回るタイムを記録し首位で通過した。今シーズンデビューした2名、クリスチャン・ボルトン（チリ）とミカエル・ブラジョー（フランス）がそれぞれ7位と8位に入り、ラウンド・オブ・14からルーキー同士の対決となった。
ラウンド・オブ・14では、予選から調子を落としていた室屋義秀（日本）がオーバーGで敗退。オーバーGを恐れて慎重なフライトになってしまったカービー・チャンブリス（アメリカ）も敗退し、フランソワ・ルボットが4レースぶりにラウンド・オブ・8に進出、ルーキー対決はボルトンが制した。
ラウンド・オブ・14を首位通過したベラルデは、同期のルボットとの対決となり、最初のスプリットこそルボットに後れを取ったものの最終的に0.6秒上回るタイムでゴールし、キャリア初のファイナル4進出を果たした。ファイナル4では、ソンカがキャリア初優勝、ベラルデはマスタークラスに昇格して初めて表彰台を獲得した。

チャレンジャークラス
チャレンジャーカップの初戦には、新人のバティスト・ヴィーニュ（フランス）を含む7名が参戦した。フリープラクティスでは、フロリアン・バーガー（ドイツ）が2本とも上位を維持し、予選もトップ通過した。ヴィーニュはフリープラクティス後に「半年前は自分がここにいられるとは思っていませんでした。チャレンジャークラスもマスタークラスも見て学ぶべきことがたくさんあります。正しいラインを見極め、安全に飛ぶことに集中します。」とコメントした。予選前最後の3本目のフリープラクティスでは、7人中5人がスモークが出ていないミスをした。決勝では、ダニエル・リファ（スウェーデン）が巻き返して優勝、バーガーは僅差で2位、レッドブル・エアレース初の女性パイロット、メラニー・アストル（フランス）が3位となり、2度目の表彰台を獲得した。

## マスタークラス

### 予選
| 順 位 | No. | パイロット               | タイム | ペナルティ |
| ----- | --- | ------------------------ | ------ | ---------- |
| 1     | 8   | マルティン・ソンカ       | 52.097 |            |
| 2     | 99  | マイケル・グーリアン     | 52.458 |            |
| 3     | 10  | カービー・チャンブリス   | 52.500 |            |
| 4     | 84  | ピート・マクロード       | 53.016 |            |
| 5     | 26  | フアン・ベラルデ         | 53.208 |            |
| 6     | 18  | ペトル・コプシュタイン   | 53.221 |            |
| 7     | 11  | ミカエル・ブラジョー     | 53.326 |            |
| 8     | 5   | クリスチャン・ボルトン   | 53.584 |            |
| 9     | 27  | ニコラス・イワノフ       | 53.752 |            |
| 10    | 31  | 室屋義秀                 | 54.680 |            |
| 11    | 21  | マティアス・ドルダラー   | 54.695 | +2秒1      |
| 12    | 12  | フランソワ・ルボット     | 54.764 |            |
| 13    | 95  | マット・ホール           | 55.545 |            |
| 14    | 37  | ピーター・ポドランセック | 56.776 | +3秒2      |

- ^1 ゲート14の水平角度違反により+2秒のペナルティ[5]
- ^2 ゲート8のパイロンヒットにより+3秒のペナルティ[5]

### ラウンド・オブ・14
| ヒート | 順位 | パイロット1              | タイム1 | タイム2 | パイロット2            | 順位 |
| ------ | ---- | ------------------------ | ------- | ------- | ---------------------- | ---- |
| 1      | 13   | 室屋義秀                 | DNF1    | 52.795  | フアン・ベラルデ       | 1    |
| 2      | 2    | マティアス・ドルダラー   | 52.984  | 54.064  | ピート・マクロード     | 4    |
| 3      | 6    | ニコラス・イワノフ       | 54.208  | 56.7402 | ペトル・コプシュタイン | 12   |
| 4      | 8    | フランソワ・ルボット     | 54.410  | 55.8443 | カービー・チャンブリス | 11   |
| 5      | 7    | クリスチャン・ボルトン   | 54.228  | 54.503  | ミカエル・ブラジョー   | 9    |
| 6      | 10   | マット・ホール           | 55.332  | 54.195  | マイケル・グーリアン   | 5    |
| 7      | 14   | ピーター・ポドランセック | DSQ4    | 53.202  | マルティン・ソンカ     | 3    |

| 凡例                     | 凡例 |
| ------------------------ | ---- |
| ラウンド・オブ・8進出    |      |
| ノックアウト（敗退）     |      |
| 敗者の中で最速（＝進出） |      |

- ^1 オーバーGによりDNF (Did Not Finish)[9]
- ^2 ゲート10でパイロンヒットにより+3秒のペナルティ[9]
- ^3 ゲート10通過時に水平角度違反により+2秒のペナルティ[9]
- ^4 セーフティラインを越えたため失格[9]

### ラウンド・オブ・8
| ヒート | 順位 | パイロット1            | タイム1 | タイム2 | パイロット2            | 順位 |
| ------ | ---- | ---------------------- | ------- | ------- | ---------------------- | ---- |
| 8      | 6    | マイケル・グーリアン   | 54.960  | 54.952  | ピート・マクロード     | 3    |
| 9      | 5    | ニコラス・イワノフ     | 54.676  | 53.525  | マルティン・ソンカ     | 1    |
| 10     | 7    | クリスチャン・ボルトン | 55.890  | 54.469  | マティアス・ドルダラー | 2    |
| 11     | 8    | フランソワ・ルボット   | 55.973  | 55.373  | フアン・ベラルデ       | 4    |

| 凡例                 | 凡例 |
| -------------------- | ---- |
| ファイナル4進出      |      |
| ノックアウト（敗退） |      |

| 順 位 | No. | パイロット             | タイム | ペナルティ |
| ----- | --- | ---------------------- | ------ | ---------- |
| 1     | 8   | マルティン・ソンカ     | 53.139 |            |
| 2     | 26  | フアン・ベラルデ       | 54.166 |            |
| 3     | 84  | ピート・マクロード     | 54.632 |            |
| 4     | 21  | マティアス・ドルダラー | 55.227 | +2秒1      |

| 順 位 | パイロット               | ポイント |
| ----- | ------------------------ | -------- |
| 1     | マルティン・ソンカ       | 15       |
| 2     | フアン・ベラルデ         | 12       |
| 3     | ピート・マクロード       | 9        |
| 4     | マティス・ドルダラー     | 7        |
| 5     | ニコラス・イワノフ       | 6        |
| 6     | マイケル・グーリアン     | 5        |
| 7     | クリスチャン・ボルトン   | 4        |
| 8     | フランソワ・ルボット     | 3        |
| 9     | ミカエル・ブラジョー     | 2        |
| 10    | マット・ホール           | 1        |
| 11    | カービー・チャンブリス   | 0        |
| 12    | ペトル・コプシュタイン   | 0        |
| 13    | 室屋義秀                 | 0        |
| 14    | ピーター・ポドランセック | 0        |

## チャレンジャークラス
| 順 位 | No. | パイロット             | タイム   | ペナルティ |
| ----- | --- | ---------------------- | -------- | ---------- |
| 1     | 62  | フロリアン・バーガー   | 59.682   |            |
| 2     | 17  | ダニエル・リファ       | 1:00.562 |            |
| 3     | 24  | ベン・マーフィ         | 1:00.585 |            |
| 4     | 33  | メラニー・アストル     | 1:00.742 |            |
| 5     | 48  | ケヴィン・コールマン   | 1:02.000 |            |
| 6     | 15  | バティスト・ヴィーニュ | 1:02.703 |            |
| 7     | 6   | ルーク・チェピエラ     | 1:07.587 | +7秒1      |

| 順 位 | No. | パイロット             | タイム   | ペナルティ |
| ----- | --- | ---------------------- | -------- | ---------- |
| 1     | 17  | ダニエル・リファ       | 1:00.206 |            |
| 2     | 62  | フロリアン・バーガー   | 1:00.561 |            |
| 3     | 33  | メラニー・アストル     | 1:01.197 |            |
| 4     | 24  | ベン・マーフィ         | 1:02.520 |            |
| 5     | 48  | ケヴィン・コールマン   | 1:04.757 |            |
| 6     | 6   | ルーク・チェピエラ     | 1:05.513 | +3秒1      |
| 7     | 7   | バティスト・ヴィーニュ | 1:06.323 | +2秒2      |

## 第1戦終了後のランキング
| 順 位 | パイロット               | トー タル |
| ----- | ------------------------ | --------- |
| 1     | マルティン・ソンカ       | 15        |
| 2     | フアン・ベラルデ         | 12        |
| 3     | ピート・マクロード       | 9         |
| 4     | マティアス・ドルダラー   | 7         |
| 5     | ニコラス・イワノフ       | 6         |
| 6     | マイケル・グーリアン     | 5         |
| 7     | クリスチャン・ボルトン   | 4         |
| 8     | フランソワ・ルボット     | 3         |
| 9     | ミカエル・ブラジョー     | 2         |
| 10    | マット・ホール           | 1         |
| 11    | カービー・チャンブリス   | 0         |
| 12    | ペトル・コプシュタイン   | 0         |
| 13    | 室屋義秀                 | 0         |
| 14    | ピーター・ポドランセック | 0         |

| 順 位 | パイロット             | トー タル |
| ----- | ---------------------- | --------- |
| 1     | ダニエル・リファ       | 10        |
| 2     | フロリアン・バーガー   | 8         |
| 3     | メラニー・アストル     | 6         |
| 4     | ベン・マーフィ         | 4         |
| 5     | ケヴィン・コールマン   | 2         |
| 6     | ルーク・チェピエラ     | 0         |
| 7     | バティスト・ヴィーニュ | 0         |
| 8     | ケニー・チャン         | 0         |
| 9     | ダニエル・ジェネヴェイ | 0         |